# Terrani (cognome)
Terrani è un cognome di lingua italiana.

## Varianti
Terragni, Terrana, Terraneo.

## Origine e diffusione
Cognome tipicamente lombardo, è presente prevalentemente nel milanese e pavese.
Potrebbe derivare dal prenome medievale Terraneo o dal termine terraneo, ad indicare una casa colonica.
In Italia conta circa 64 presenze.
La variante Terraneo è tipica di comasco e milanese; Terrana è agrigentino; Terragni compare a Milano e nel nordmilanese.

## Persone
- Alberto Terrani – attore e insegnante di recitazione italiano
- Giovanni Terrani – calciatore italiano
- Lucia Valentini Terrani – mezzosoprano e contralto italiano